# Josef Franzmair
Josef Franzmair (* 12. Juni 1914 in St. Marien; † 22. Februar 1979 in Kematen an der Krems) war ein oberösterreichischer Politiker (SPÖ) und Gewerkschaftssekretär. Franzmair war von 1962 bis 1966 Abgeordneter zum Nationalrat und von 1966 bis 1973 Abgeordneter zum Oberösterreichischen Landtag.

## Leben
Franzmair absolvierte nach dem Besuch der Volks- und Hauptschule eine Lehre als Maurer. Er war in der Folge als Gewerkschaftssekretär tätig und hatte zwischen 1954 und 1975 die Funktion des Landessekretärs der Gewerkschaft der Bau- und Holzarbeiter Oberösterreich inne. Zudem war Franzmair viele Jahre lang Vorstandsmitglied der Kammer für Arbeiter und Angestellte für Oberösterreich. Innerparteilich hatte er das Amt des Bezirksobmanns der SPÖ Linz-Land inne und war Mitglied im SPÖ-Landesparteivorstand. Zudem war er Mitglied des Gemeindeausschusses von Kematen an der Krems.
Franzmair vertrat die SPÖ zwischen April 1946 und Februar 1975 im Gemeinderat von Kematen und war zudem zwischen dem 14. Dezember 1962 und dem 30. März 1966 Abgeordneter zum Nationalrat. Am 29. März 1966 wurde er als Abgeordneter zum Oberösterreichischen Landtag angelobt, im November 1967 übernahm er zudem das Amt des Bürgermeisters von Kematen. Franzmair schied am 15. November 1973 aus dem Landtag aus und war bis Februar 1975 Bürgermeister von Kematen.

## Auszeichnungen
- Silbernes Ehrenzeichen für Verdienste um die Republik Österreich
- Goldenes Ehrenzeichen für Verdienste um die Republik Österreich